# Hà Tây Tiên Ti
Hà Tây Tiên Ti (河西鮮卑) là một bộ lạc người Tiên Ti.
Ông tổ của bộ lạc là Thất Cô đã suất bộ lạc di cư về phía bắc đến vùng Hà Tây. Lãnh thổ của Hà Tây Tiên Ti đông đến Mạch Điền và Khiên Đồn, tây đến Thấp La, nam đến Kiêu Hà, phía bắc tiếp giáp Đại Mạc.
Thọ Điền, con của Thất Cô bắt đầu sử dụng họ Thốc Phát. Cháu của Thốc Phát Thọ Điền là Thốc Phát Thụ Cơ Năng, vào những năm 265-274 đã xâm nhập cướp bóc Tần châu của Tây Tấn, giết chết lần lượt các thứ sử Hồ Liệt, Khiên Hoằng, Tô Du, Dương Hân, còn đánh bại cả quân đội của Lương châu. Tấn Vũ Đế đã phái Mã Long đi đánh Thốc Phát Thụ Cơ Năng, kết quả giành được chiến thắng, bản thân Thụ Cơ Năng bị bộ hạ sát hại.
Sau thời Thụ Cơ Năng, ngôi vị thủ lĩnh lần lượt được truyền cho Vụ Hoàn, Thôi Cân, Tư Phục Kiện. Con của Tư Phục Kiện là Ô Cô đã lập ra nước Nam Lương.

## Thủ lĩnh
| Danh tính              | Thời gian tại vị | Ghi chú                                             |
| ---------------------- | ---------------- | --------------------------------------------------- |
| Thốc Phát Thất Cô      | 210－231         | Con của Thác Bạt Cật Phần, anh trai Thác Bạt Lực Vi |
| Thốc Phát Thọ Điền     | 231－252         | Con của Thất Cô                                     |
| Thốc Phát Thụ Cơ Năng  | 252－279         | Cháu của Thọ Điền                                   |
| Thốc Phát Vụ Hoàn      | 279－？          | Em họ của Thụ Cơ Năng                               |
| Thốc Phát Thôi Cân     | ？－365          | Cháu của Vụ Hoàn                                    |
| Thốc Phát Tư Phục Kiện | 365－？          | Con của Thôi Cân                                    |